# Cratere Ascanius
Ascanius è un cratere sulla superficie di Dione. Trae nome da Ascanio, il figlio di Enea.